# فساد (فقه)
الفساد في اللّغة: نقيض الصّلاح، وخروج الشّيء عن الاعتدال، قليلاً كان الخروج أو كثيراً، يقال: فسد اللّحم: أنتن، وفسدت الأمور: اضطربت، وفسد العقد: بطل.
وفي الاصطلاح: عرّف جمهور الفقهاء من المالكيّة والشّافعيّة والحنابلة الفساد بأنّه: مخالفة الفعل الشّرع بحيث لا تترتّب عليه الآثار، ولا يسقط القضاء في العبادات.
وعرّف الحنفيّة الفاسد بأنّه ما شرع بأصله دون وصفه.
فالفساد في أصول الفقه نوع من أنواع الحكم الشرعي ويدخل ضمن خطاب الوضع. ويتعلق بالعبادات مثل: الصلاة، والصيام، والمعاملات مثل: الييع، والمعاوضة الربوية، وغير ذلك. ويتضمن: القواعد التي تحدد الشروط اللازم توفرها لما يحكم بصحته أو بفساده.

## الألفاظ ذات الصلة
المقالة الرئيسية: الصحة والبطلان
الصّحّة في اللّغة ضدّ السّقم والمرض، وقد استعيرت الصّحّة للمعاني، يقال: صحّت الصّلاة إذا سقط بها وجوب القضاء، ويقال: صحّ العقد إذا ترتّب عليه أثره.
ولا يختلف المعنى الاصطلاحيّ عن المعنى اللّغويّ، فالصّحّة والفساد متباينان.

## الفرق بين الفساد والبطلان
لا يفرق جمهور العلماء بين الفساد والبطلان، فعندهم هما مصطلحان مترادفان، باستثناء الأحناف. بينما فرقت باقي المذاهب الإسلامية في مواضع قليلة بين الفساد والبطلان، ولم تفرق في عموم العبادات، حيث فرق المالكية في بين الفساد والبطلان في عقود القراض والمساقاة، وفرق الشافعية بينها في الحج والخلع والكتابة والعارية، وفرق الحنابلة بينها في الحج والنكاح والوكالة والإجارة والشركة والمضاربة، وأمورٍ أخرى.
فالفساد عند الحنفية ما كان مشروعًا بأصله غير مشروعٍ بوصفه. بخلاف البطلان فعندهم هو ما كان غير مشروعٍ بأصله ولا بوصفه. ففي الفساد يُصلح الأمر المفسد وتبقى الآثار، وتسري العبادة أو العقد، بينما في البطلان لا يترتب على الأمر الباطل شيء، فيعد كأن لم يكن.
ومن أمثلة ذلك بيع شخصٍ لآخر بيعًا مقترنًا بشرطٍ، فهذا عند الأحناف بيع فاسد، لكن يبقى العقد صحيحًا إنما بصفة الفساد والحرمة، ولا يبطل العقد. في حين عندما يبطل البيع يبطل العقد أساسًا، ولا يكون المبيع ملكًا للمشتري.
من الأمثلة الأخرى، العقد الباطل كبيع خمر أو لحم خنزير. فلا ينفذ العقد. أما الفاسد فينفذ العقد في حال رفع سبب الفساد، كبيعٍ دون تحديد أجل السداد، فالبيع يمضي، لكن يجب تحديد أجل السداد.

## مسببات فساد وبطلان العبادة
تفسد العبادة بأمورٍ عدة:
1. إغفال أحد شروط صحة العبادة، فتنتفي الصحة فيبطل الفعل، ومثل ذلك عدم ستر العورة أثناء الصلاة، أو عدم استقبال القبلة.
2. ترك أحد الأركان التي تقوم بها العبادة. ومثل ذلك ترك السجود في الصلاة دون عذر يبرره.
3. ارتكاب فعل يُفسد العبادة، كفعل منهيٍ عنه أثناء أدائها، مثل القيام بالأكل أو الشرب أثناء الصلاة.
4. إبطال نية العبادة أثناء القيام بها، كالعزم على قطعها.
5. مخالفة النهي عن أمرٍ ما، كالنهي عن صيام يوم العيد.

## مسببات فساد وبطلان المعاملات
انظر المقالة الرئيسية: فقه المعاملات في الإسلام

## الأثر المترتب على الفساد
يترتب على فساد العبادة (والمعاملات) في حق المكلف ما يلي:
1. بقاء تأدية العبادة واجبًا على المكلف إن كانت واجبة، فعليه قضاؤها إن كان لها وقتٌ محدد وقد خرج وقتها، وإن كان قطعها يعيدها، كالصلاة مثلًا.
2. تأدية الكفارة في العبادات والمعاملات التي حكم الشرع بكفارةٍ فيها.
3. عدم المضي في الفساد الذي فعله.
4. قد يترتب على فساد عبادة فساد عبادةٍ أخرى، فعلى المكلف إعادة العبادتين لفسادهما معًا، ومن أمثلة ذلك أن الضحك في الصلاة يبطل الصلاة ويفسد الوضوء عند الأحناف، فعلى المكلف إعادتهما.
5. في بعض الأحيان تُسترد الزكاة إن أعطيت لغير مستحقها.

## في الكتابات الإسلامية

### القرآن
انتشار الفساد هو موضوع رئيسي في القرآن، وغالبًا ما يتناقض هذا المفهوم مع الإصلاح (إصلاح الأمور).
وَإِذَا قِيلَ لَهُمْ لَا تُفْسِدُوا فِي الْأَرْضِ قَالُوا إِنَّمَا نَحْنُ مُصْلِحُونَ

سورة البقرة

في سورة المائدة، تحتوي الآية 33 على عبارة «المجتهدون في الأرض»:
إِنَّمَا جَزَاءُ الَّذِينَ يُحَارِبُونَ اللَّهَ وَرَسُولَهُ وَيَسْعَوْنَ فِي الْأَرْضِ فَسَادًا أَنْ يُقَتَّلُوا أَوْ يُصَلَّبُوا أَوْ تُقَطَّعَ أَيْدِيهِمْ وَأَرْجُلُهُمْ مِنْ خِلَافٍ أَوْ يُنْفَوْا مِنَ الْأَرْضِ ۚ ذَٰلِكَ لَهُمْ خِزْيٌ فِي الدُّنْيَا ۖ وَلَهُمْ فِي الْآخِرَةِ عَذَابٌ عَظِيمٌ 
حصر نطاق هذه الآية من قبل معظم المفسرين على الجرائم المسلحة التي تندرج تحت فئة الحرابة القانونية، والتي تشمل السطو المسلح والاعتداء (بما في ذلك الاغتصاب) والقتل، ولا سيما المسافرين الأبرياء على الطريق.بينما ترى «أقلية صغيرة» أن هذه الآية تنطبق على المرتدين بشكل عام. هذه الآية تتبع الآيات 26-31 التي تشير إلى الحادث الذي قابيل (قابيل)، ابن آدم، قتل أخيه هابيل (هابيل).

### الأحاديث
الأذى له معنى واسع في صحيح البخاري ونصوص الإسلام الأخرى.
يذكر أن قطع الصلات بأهل وأهل المسلم هو شكل من أشكال الفساد في الكتاب 73 من صحيح البخاري،[تحقق من المصدر]
قال رسولُ اللَّه صلى الله عليه وسلم: إِنَّ اللَّه تَعَالى خَلَقَ الخَلْقَ حَتَّى إِذَا فَرَغَ مِنْهُمْ قَامَتِ الرَّحِمُ، فَقَالَتْ: هَذَا مقَامُ الْعَائِذِ بِكَ مِنَ الْقَطِيعَةِ، قَالَ: نَعَمْ، أَمَا تَرْضَيْنَ أَنْ أَصِلَ مَنْ وَصَلَكِ، وَأَقْطَعَ مَنْ قَطَعَكِ؟ قَالَتْ: بَلَى، قال: فذَلِكَ لَكِ، ثُمَّ قَالَ رَسُولُ اللَّه صلى الله عليه وسلم: اقرؤوا إِنْ شِئْتُمْ: فَهَلْ عَسَيْتُمْ إِنْ تَوَلَّيْتُمْ أَنْ تُفْسِدُوا فِي الْأَرْضِ وَتُقَطِّعُوا أَرْحَامَكُمْ ۝ أُولَئِكَ الَّذِينَ لَعَنَهُمُ اللَّهُ فَأَصَمَّهُمْ وَأَعْمَى أَبْصَارَهُمْ [محمد:22- 23] متفقٌ عَلَيهِ. - صحيح البخاري, 8:73:16 
ويؤكد سنن أبو داود أن عقوبة الفسد هي الإعدام أو الصلب.
لما قطع رسول الله (يدي ورجلي) من سرقوا جماله وأطفأت عيونهم بالنار، وبخه الله على ذلك، وأنزل الله تعالى. : إِنَّمَا جَزَاءُ الَّذِينَ يُحَارِبُونَ اللَّهَ وَرَسُولَهُ وَيَسْعَوْنَ فِي الْأَرْضِ فَسَادًا أَن يُقَتَّلُوا أَوْ يُصَلَّبُوا أَوْ تُقَطَّعَ أَيْدِيهِمْ وَأَرْجُلُهُم مِّنْ خِلَافٍ أَوْ يُنفَوْا مِنَ الْأَرْضِ ۚ ذَٰلِكَ لَهُمْ خِزْيٌ فِي الدُّنْيَا ۖ وَلَهُمْ فِي الْآخِرَةِ عَذَابٌ عَظِيمٌ 

## في السياسة والقانون الحديث

### باكستان
يتضمن القانون الباكستاني مبدأ فساد في الأرض، والذي يسمح بمعاقبة الجاني (بعقوبة تصل إلى 14 سنة سجن) حتى لو تم العفو عنهم من قبل طرف الضحية تحت حكم القصاص والدية.

### إيران
في أعقاب الثورة الإسلامية في إيران، تم طرد الملكيين المشتبه بهم من الخدمة المدنية والجيش مع تبريرات وظفت المفاهيم القرآنية للفسد والفتنة. حاولت القيادة الدينية تقديم هذه الحملة على أنها مماثلة لأفعال نبي الإسلام محمد وعلي بن أبي طالب. بصفته إمام طهران، علق آية الله علي منتظري بأن محمدًا أرسله الله «لإنقاذ [سكان مكة] من الأخلاق الفاسدة [ مفسد الأخلاق ]». وعرف فساد بـ «المتآمرين والجواسيس والخونة في الدوائر والمؤسسات الحكومية» وحذر من أن عدم اتخاذ إجراءات ضدها سيقضي على «العلوم والفنون والتقدم».
تُعرف الجريمة في جمهورية إيران الإسلامية باسم مفسد في الأرض وهي جريمة يُعاقب عليها بالإعدام. تم استخدام التهمة من قبل السلطات القضائية للجمهورية الإسلامية في الأيام الأولى للثورة الإيرانية، مما أدى إلى العديد من عمليات السجن والإعدام. ربما عانى أكثر من 8000 شخص من هذا المصير، بدءًا من أعضاء سابقين في حكومة الشاه، وقادة معارضة أو جماعات إرهابية، أو مجرد معارضين للنظام. وقد تم استخدامه ضد قادة الدين البهائي في عدد من المناسبات، وفي فبراير 2011 دعت أغلبية كبيرة من أعضاء البرلمان الإيراني إلى محاكمة وإعدام قادة المعارضة الإيرانية مهدي كروبي ومير حسين موسوي في تهمة مفسد في الأرض.